# 約数
数学において整数 N の約数（やくすう、英: divisor）とは、N を割り切る整数またはそれらの集合のことである。割り切るかどうかということにおいて、符号は本質的な問題ではないため、N を正の整数（自然数）に、約数は正の数に限定して考えることも多い。自然数や整数の範囲でなく文字式や抽象代数学における整域などで「約数」と同様の意味を用いる場合は、「因数」（いんすう）、「因子」（いんし、英: factor）が使われることが多い。特に素数である約数を「素因数」と言う（素約数とも言われた）。
整数 a が整数 N の約数であることを、記号 | を用いて a | N と表す。
約数の定義を式で表すと、「整数 a ≠ 0 が N の約数であるとは、ある整数 b をとると N = ab が成立することである」であるが、条件「a ≠ 0」を外すこともある（その場合、N = 0 のとき 0 も約数になる）。
自然数（正の整数）で考えている文章では、ことわりがなくても「約数」を前提にしていることは多い。

## 定義
整数 a ≠ 0 が N の約数であるとは、「ある整数 b をとると N = ab が成立することである」であるが、条件「a ≠ 0」を外すこともある。このときは、N = 0 のときに限り 0 も約数になる。約数が無数にある整数は 0 だけである。
負の符号は本質的な問題ではないため、ここでは以下現れる数はすべて自然数とする。
どのような自然数 N に対しても、1 と自分自身 N は N の約数である。2 以上の自然数はさらに、約数の個数が 2 であるかそれより大かで分けられる。1 と自分自身以外に約数をもたない自然数を素数といい、そうでない自然数を合成数という。合成数は重複を許した2個以上の素数の積である。
例えば、
2, 3, 5, 7, 11, 13, 17, 19, 23, 29, 31, 37, 41, 43, 47, …（オンライン整数列大辞典の数列 A40）
は素数であるが、12 の約数は、
12 ÷ 1 = 12
12 ÷ 2 = 6
12 ÷ 3 = 4
12 ÷ 4 = 3
12 ÷ 6 = 2
12 ÷ 12 = 1
より、1, 2, 3, 4, 6, 12 の6個である。
合成数の列は
4, 6, 8, 9, 10, 12, 14, 15, 16, 18, 20, 21, 22, 24, 25, 26, 27, 28, 30, …（オンライン整数列大辞典の数列 A002808）
例えば 60 は約数の個数が12個もあり、もれなく挙げるのはたいへんである。そこで、「a が N の約数ならば、N/a も N の約数である」ことを使うと、半分程度の労力で済む。
60 の約数：1, 2, 3, 4, 5, 6, 60/6, 60/5, 60/4, 60/3, 60/2, 60/1
一般に、平方数のときに限り約数の個数は奇数になる。
36 の約数：1, 2, 3, 4,6(=36/6), 36/4,36/3, 36/2, 36/1
一般に、約数の個数を求めるとなると、素因数分解が効果を発揮する。
N の素因数分解を N = 2a13a25a3⋯ とすると、N の約数の個数は (a1 + 1)(a2 + 1)(a3 + 1)⋯個
素因数分解の可能性と一意性（特に一意性）は自明な定理ではない（これを算術の基本定理という）。しかし、これにより約数を式で表すことができる：
60 = 22 × 3 × 5 より、
60 の約数：2a × 3b × 5c (0 ≤ a ≤ 2, 0 ≤ b ≤ 1, 0 ≤ c ≤ 1)

## 約数に関する定義と性質
- 整数 N に対して、±1, ±N を N の自明な約数という。自明でない約数を真の約数という。
- 0 の約数は、全ての（0 でない）整数である。
- 自然数 N の正の約数の個数を d(N) で表す。これは約数関数 σx の x = 0 の場合である。

N の素因数分解を N = 2a13a25a3⋯ とすると、
d(N) = (a1 + 1)(a2 + 1)(a3 + 1)⋯

## 約数の個数
自然数 N の正の約数の個数を d(N) で表す。
- N の素因数分解を N = 2a13a25a3… とすると、d(N) = (a1 + 1)(a2 + 1)(a3 + 1)…

| 個数 | 数                                                | 概要                                             | OEIS                                 |
| ---- | ------------------------------------------------- | ------------------------------------------------ | ------------------------------------ |
| 1    | 1                                                 |                                                  |                                      |
| 2    | 2, 3, 5, 7, 11, 13, 17, 19, 23, 29, 31, 37, 41, … | 素数                                             | オンライン整数列大辞典の数列 A000040 |
| 3    | 4, 9, 25, 49, 121, 169, 289, 361, 529, 841, …     | 素数の自乗                                       | オンライン整数列大辞典の数列 A001248 |
| 4    | 6, 8, 10, 14, 15, 21, 22, 26, 27, 33, 34, 35, …   | 素数の立方 pq（p, q は異なる素数）               | オンライン整数列大辞典の数列 A030513 |
| 5    | 16, 81, 625, 2401, 14641, 28561, 83521, …         | 素数の4乗                                        | オンライン整数列大辞典の数列 A030514 |
| 6    | 12, 18, 20, 28, 32, 44, 45, 50, 52, 63, 68, …     | 素数の5乗 pq2（p, q は異なる素数）               | オンライン整数列大辞典の数列 A030515 |
| 7    | 64, 729, 15625, 117649, 1771561, …                | 素数の6乗                                        | オンライン整数列大辞典の数列 A030516 |
| 8    | 24, 30, 40, 42, 54, 56, 66, 70, 78, 88, …         | 素数の7乗 楔数 pq3（p, q は異なる素数）          | オンライン整数列大辞典の数列 A030626 |
| 9    | 36, 100, 196, 225, 256, 441, 484, 676, …          | 素数の8乗 p2q2（p, q は異なる素数）              | オンライン整数列大辞典の数列 A030627 |
| 10   | 48, 80, 112, 162, 176, 208, 272, 304, 368, …      | 素数の9乗 pq4（p, q は異なる素数）               | オンライン整数列大辞典の数列 A030628 |
| 11   | 1024, 59049, 9765625, 282475249, …                | 素数の10乗                                       | オンライン整数列大辞典の数列 A030629 |
| 12   | 60, 72, 84, 90, 96, 108, 126, 132, 140, 150, …    | 素数の11乗 p2q3 pq5 pqr2（p, q, r は異なる素数） | オンライン整数列大辞典の数列 A030630 |
| 13   | 4096, 531441, 244140625, …                        | 素数の12乗                                       | オンライン整数列大辞典の数列 A030631 |
| 14   | 192, 320, 448, 704, 832, 1088, 1216, 1458, …      | 素数の13乗 pq6（p, q は異なる素数）              | オンライン整数列大辞典の数列 A030632 |
| 15   | 144, 324, 400, 784, 1936, 2025, 2500, 2704, …     | 素数の14乗 p2q4（p, q は異なる素数）             | オンライン整数列大辞典の数列 A030633 |
| 16   | 120, 168, 210, 216, 264, 270, 280, 312, 330, …    |                                                  | オンライン整数列大辞典の数列 A030634 |
| 17   | 65536, 43046721, 152587890625, …                  | 素数の16乗                                       | オンライン整数列大辞典の数列 A030635 |
| 18   | 180, 252, 288, 300, 396, 450, 468, 588, 612, …    |                                                  | オンライン整数列大辞典の数列 A030636 |
| 19   | 262144, 387420489, 3814697265625, …               | 素数の18乗                                       | オンライン整数列大辞典の数列 A030637 |
| 20   | 240, 336, 432, 528, 560, 624, 648, 810, 816, …    |                                                  | オンライン整数列大辞典の数列 A030638 |
| 21   | 576, 1600, 2916, 3136, 7744, 10816, …             | 素数の20乗 p2q6（p, q は異なる素数）             | オンライン整数列大辞典の数列 A137484 |
| 22   | 3072, 5120, 7168, 11264, 13312, 17408, …          | 素数の21乗 pq10（p, q は異なる素数）             | オンライン整数列大辞典の数列 A137485 |
| 23   | 4194304, 31381059609, 2384185791015625, …         | 素数の22乗                                       | オンライン整数列大辞典の数列 A137486 |
| 24   | 360, 420, 480, 504, 540, 600, 630, 660, 672, …    |                                                  | オンライン整数列大辞典の数列 A137487 |
| 25   | 1296, 10000, 38416, 50625, 194481, …              | 素数の24乗 p4q4（p, q は異なる素数）             | オンライン整数列大辞典の数列 A137488 |
| 26   | 12288, 20480, 28672, 45056, 53248, 69632, …       | 素数の25乗 pq12（p, q は異なる素数）             | オンライン整数列大辞典の数列 A137489 |
| 27   | 900, 1764, 2304, 4356, 4900, 6084, 6400, …        |                                                  | オンライン整数列大辞典の数列 A137490 |
| 28   | 960, 1344, 1728, 2112, 2240, 2496, 3264, …        |                                                  | オンライン整数列大辞典の数列 A137491 |
| 29   | 268435456, 22876792454961, …                      | 素数の28乗                                       | オンライン整数列大辞典の数列 A137492 |
| 30   | 720, 1008, 1200, 1584, 1620, 1872, 2268, …        |                                                  | オンライン整数列大辞典の数列 A137493 |
| 31   | 1073741824, 205891132094649, …                    | 素数の30乗                                       | オンライン整数列大辞典の数列 A139571 |
| 32   | 840, 1080, 1320, 1512, 1560, 1848, 1890, …        |                                                  | オンライン整数列大辞典の数列 A175742 |
| 33   | 9216, 25600, 50176, 123904, …                     | 素数の32乗 p2q10（p, q は異なる素数）            | オンライン整数列大辞典の数列 A175743 |
| 34   | 196608, 327680, 458752, 720896, …                 | 素数の33乗 pq16（p, q は異なる素数）             | オンライン整数列大辞典の数列 A175744 |
| 35   | 5184, 11664, 40000, 153664, 250000, …             | 素数の34乗 p4q6（p, q は異なる素数）             | オンライン整数列大辞典の数列 A175745 |
| 36   | 1260, 1440, 1800, 1980, 2016, 2100, …             |                                                  | オンライン整数列大辞典の数列 A175746 |
| 37   | 68719476736, 150094635296999121, …                | 素数の36乗                                       | オンライン整数列大辞典の数列 A139572 |
| 38   | 786432, 1310720, 1835008, …                       | 素数の37乗 pq18（p, q は異なる素数）             | オンライン整数列大辞典の数列 A175747 |
| 39   | 36864, 102400, 200704, 495616, …                  | 素数の38乗 p2q12（p, q は異なる素数）            | オンライン整数列大辞典の数列 A175748 |
| 40   | 1680, 2160, 2640, 3024, 3120, 3240, …             |                                                  | オンライン整数列大辞典の数列 A175749 |
| 41   | 1099511627776, 12157665459056928801, …            | 素数の40乗                                       | オンライン整数列大辞典の数列 A139573 |
| 42   | 2880, 4032, 4800, 6336, 7488, 9408, …             |                                                  | オンライン整数列大辞典の数列 A175750 |
| 43   | 4398046511104, 109418989131512359209, …           | 素数の42乗                                       | オンライン整数列大辞典の数列 A139574 |
| 44   | 15360, 21504, 27648, 33792, 35840, …              |                                                  | オンライン整数列大辞典の数列 A175751 |
| 45   | 3600, 7056, 8100, 15876, 17424, 19600, …          |                                                  | オンライン整数列大辞典の数列 A175752 |
| 46   | 12582912, 20971520, 29360128, …                   | 素数の45乗 pq22（p, q は異なる素数）             | オンライン整数列大辞典の数列 A175753 |
| 47   | 70368744177664, 8862938119652501095929, …         | 素数の46乗                                       | オンライン整数列大辞典の数列 A139575 |
| 48   | 2520, 3360, 3780, 3960, 4200, 4320, …             |                                                  | オンライン整数列大辞典の数列 A175754 |
| 49   | 46656, 1000000, 7529536, 11390625, …              | 素数の48乗 p6q6（p, q は異なる素数）             | オンライン整数列大辞典の数列 A175755 |
| 50   | 6480, 9072, 14256, 16848, 22032, …                |                                                  | オンライン整数列大辞典の数列 A175756 |

上記の表で先頭の数はオンライン整数列大辞典の数列 A005179を参照。
- 正の約数の個数の列は

1, 2, 2, 3, 2, 4, 2, 4, 3, 4, 2, 6, 2, 4, 4, 5, 2, 6, 2, 6, 4, 4, 2, 8, 3, 4, 4, 6, 2, 8, …（オンライン整数列大辞典の数列 A000005）
- 正の約数の個数が奇数である自然数は平方数に限られる。
- 正の約数の個数が自分自身までのどの自然数よりも大きい自然数（252の倍数に多い）については高度合成数を参照。
- 正の約数の個数の総和の列は

1, 3, 5, 8, 10, 14, 16, 20, 23, 27, 29, 35, 37, 41, 45, 50, 52, 58, 60, 66, 70, 74, 76, 84, 87, 91, 95, 101, …（オンライン整数列大辞典の数列 A006218）
- 正の約数の個数の総和が自身の整数倍になる数の列は

1, 4, 5, 15, 42, 44, 47, 121, 336, 340, 347, 930, 2548, …（オンライン整数列大辞典の数列 A050226）
このときの約数の個数の総和はオンライン整数列大辞典の数列 A218464を参照。
- 約数の個数が三角数になる三角数の列は

1, 28, 45, 153, 171, 325, 496, 2016, 3321, …（オンライン整数列大辞典の数列 A116541）
- 約数の個数が三角数になる三角数で前の約数の個数を上回る数の列は

 1, 28, 496, 2016, 41616, 270480, …（オンライン整数列大辞典の数列 A076172）
- 自身の約数の個数で割りきれる数は

 1, 2, 8, 9, 12, 18, 24, 36, 40, 56, 60, 72, 80, 84, 88, 96, 104, 108, 128, 132, 136, 152, 156, 180,…(オンライン整数列大辞典の数列 A033950)

## 約数の和
自然数 N の正の約数の和を、約数関数 σ(N) で表す。素因数分解により、正の約数の和も式で表すことができる。
N の素因数分解を N = 2a13a25a3… とすると、
{\displaystyle {\begin{aligned}\sigma (N)&=(1+2^{1}+\cdots +2^{a_{1}})(1+3^{1}+\cdots +3^{a_{2}})(1+5^{1}+\cdots +5^{a_{3}})\cdots \\&={\frac {2^{a_{1}+1}-1}{2-1}}\cdot {\frac {3^{a_{2}+1}-1}{3-1}}\cdot {\frac {5^{a_{3}+1}-1}{5-1}}\cdot \cdots \end{aligned}}}
- 正の約数の和が奇数になる自然数は、平方数と平方数の2倍のみである。これは平方数の約数の個数が奇数個になることと偶数の素数が 2 しかないからである。

1, 2, 4, 8, 9, 16, 18, 25, 32, 36, 49, 50, 64, 72, 81, 98, 100, 121, 128, 144, …（オンライン整数列大辞典の数列 A028982）
奇数になる正の約数の和の列は 1, 3, 7, 13, 15, 31, 39, 57, 63, 91, 93, 121, 127, 133, 171,…（オンライン整数列大辞典の数列 A060657）
- 正の約数の和が素数になる自然数は2, 4, 9, 16, 25, 64, 289, 729, 1681, 2401,…である。（オンライン整数列大辞典の数列 A023194）

2 以外は平方数である。これらの数の正の平方根は 2, 3, 4, 5, 8, 17, 27, …である。（オンライン整数列大辞典の数列 A055638）
素数になる約数の和の列は 3, 7, 13, 31, 127, 307, 1093, 1723, 2801,…である。（オンライン整数列大辞典の数列 A023195）
- 自然数 n, d に対し、

σ(N)/N = n/d
を満たす奇数の自然数 N が k 個の相異なる素因数を持つとき、
N < (d + 1)4k
が成り立つ。(Nielsen, 2003)

### 約数の和の一覧
- 正の約数の和の列は 1, 3, 4 ,6, 7, 8, 12, 13, 14, 15, 18, 20, 24, …（オンライン整数列大辞典の数列 A002191）
- 各数列における正の約数の和は以下のオンライン整数列大辞典を参照。

| 数     | 約数の和 (OEIS)                      | 数             | 約数の和 (OEIS)                      |
| ------ | ------------------------------------ | -------------- | ------------------------------------ |
| 自然数 | オンライン整数列大辞典の数列 A000203 | フィボナッチ数 | オンライン整数列大辞典の数列 A063477 |
| 素数   | オンライン整数列大辞典の数列 A008864 | 三角数         | オンライン整数列大辞典の数列 A074285 |
| 平方数 | オンライン整数列大辞典の数列 A065764 | 立方数         | オンライン整数列大辞典の数列 A065764 |
| 完全数 | オンライン整数列大辞典の数列 A139256 | 倍積完全数     | オンライン整数列大辞典の数列 A081756 |
| 階乗数 | オンライン整数列大辞典の数列 A062569 | 高度合成数     | オンライン整数列大辞典の数列 A007626 |
| 矩形数 | オンライン整数列大辞典の数列 A083539 | 楔数           | オンライン整数列大辞典の数列 A271329 |
| n      | オンライン整数列大辞典の数列 A062727 | 五角数         | オンライン整数列大辞典の数列 A117948 |
| 回文数 | オンライン整数列大辞典の数列 A076887 | リュカ数       | オンライン整数列大辞典の数列 A272439 |

- 正の約数の和に等しくなる自然数の個数が自身までの自然数より大きくなる自然数がある。

| 個数 | 約数の和 | 数                                |
| ---- | -------- | --------------------------------- |
| 1    | 1        | 1                                 |
| 2    | 12       | 6, 11                             |
| 3    | 24       | 14, 15, 23                        |
| 5    | 72       | 30, 46, 51, 55, 71                |
| 6    | 168      | 60, 78, 92, 123, 143, 167         |
| 7    | 240      | 114, 135, 158, 177, 203, 209, 239 |
- 正の約数の和に等しくなる自然数が2個以上ある自然数の列は 12, 18, 24, 31, 32, 42, 48, 54, 56, 60, 72, 80, …（オンライン整数列大辞典の数列 A159886）

| 約数の和 になる個数 | 数                                                                                          | 参照                                 |
| ------------------- | ------------------------------------------------------------------------------------------- | ------------------------------------ |
| 1                   | 1, 3, 4, 6, 7, 8, 13, 14, 15, 20, 28, 30, 36, 38, 39, 40, 44, 57, …                         | オンライン整数列大辞典の数列 A007370 |
| 2                   | 12, 18, 31, 32, 54, 56, 80, 98, 104, 108, 114, 124, 126, 128, 132, 140, 152, 156,…          | オンライン整数列大辞典の数列 A007371 |
| 3                   | 24, 42, 48, 60, 84, 90, 224, 228, 234, 248, 270, 294, 324, 450, 468, 528,…                  | オンライン整数列大辞典の数列 A007372 |
| 4                   | 96, 120, 180, 312, 372, 420, 434, 456, 540, 546, 560, 624, 702, 728, 798, 816, 930, 1064, … | オンライン整数列大辞典の数列 A060660 |
| 5                   | 72, 144, 192, 216, 588, 600, 648, 792, 936, 992, 1056, …                                    | オンライン整数列大辞典の数列 A060661 |
| 6                   | 168, 252, 288, 384, 768, 1248, 1584, …                                                      | オンライン整数列大辞典の数列 A060662 |
| 7                   | 240, 684, 744, 912, 1092, 1176, 1200, 1368, …                                               | オンライン整数列大辞典の数列 A060663 |
| 8                   | 336, 432, 672, 756, 840, 1536, 1620, 1764, …                                                | オンライン整数列大辞典の数列 A060664 |
| 9                   | 360, 480, 1488, 1800, 1824, 2184, …                                                         | オンライン整数列大辞典の数列 A060665 |
| 10                  | 504, 864, 960, 1152, 1260, 2400, 3276, 3888, 4992, …                                        | オンライン整数列大辞典の数列 A060666 |
| 11                  | 576, 1296, 2976, 3168, 3648, …                                                              | オンライン整数列大辞典の数列 A060678 |
| 12                  | 1512, 1872, 2352, 3192, 3780, 4104, 4560, …                                                 | オンライン整数列大辞典の数列 A060676 |
- 上記の表で先頭の数はオンライン整数列大辞典の数列 A007368を参照

- 正の約数の和が完全数になる自然数の列は 5 (6), 12 (28) , 427 (496), 10924032 (33550336), …（オンライン整数列大辞典の数列 A146542）
- 正の約数の和が倍積完全数になる自然数の列は 1, 5, 12, 54, 56, 87, 95, 276, 308, 427, …（オンライン整数列大辞典の数列 A066961）
- 正の約数の和が三角数になる自然数の列は 1, 2, 5, 8, 12, 22, 36, 45, 54, 56, 87, 95, 98, 104, …(オンライン整数列大辞典の数列 A045746)
- 正の約数の和が平方数になる数の列は 1, 3, 22, 66, 70, 81, 94, 115, 119, 170, 210, …（オンライン整数列大辞典の数列 A006532）
- 正の約数の和が立方数になる数の列は 1, 7, 102, 110, 142, 159, 187, 381, 690, 714, …（オンライン整数列大辞典の数列 A020477）

### 約数の和から元の自然数の求め方
正の約数の和が n となる自然数 N を求めるには、初項 1 の素因数のべき和の積を既知とするところから求める必要がある。
初項 1 の素数のべき和の列は 1, 3, 4, 6, 7, 8, 12, 13, 14, 15, 18, 20, 24, 30, …（オンライン整数列大辞典の数列 A108348）
例：正の約数の和が 60 になる自然数 N の求め方：
60 = 1 × 60 = 2 × 30 = 3 × 20 = 4 × 15 = 5 × 12 = 6 × 10 = 2 × 3 × 10 = 2 × 5 × 6 = 3 × 4 × 5 = 2 × 2 × 3 × 5
これらのうち初項 1 の素数のべき和の積になっているのは
① 1 × 60  ② 3 × 20  ③ 4 × 15
の3通りである。
① σ(N) = 1 × (1 + 591) → N = 1 × 59 = 59
② σ(N) = (1 + 21) × (1 + 191) → N = 2 × 19 = 38
③ σ(N) = (1 + 31) × (1 + 21 + 22 + 23) → N = 3 × 23 = 24
（ただし因数が 31 または 8191 のときは、初項 1 の素数のべき和の表示が一意でなく、2通りなので、答えが複数求まる。
31 = 1 + 21 + 22 + 23 + 24 = 1 + 51 + 52
8191 = 1 + 21 + 22 + … + 212 = 1 + 901 + 902

### 約数の和の総和
- 正の約数の和の総和の列は 1, 4, 8, 15, 21, 33, 41, 56, 69, 87, 99, 127, 141, 165, 189, …（オンライン整数列大辞典の数列 A024916）
  - 正の約数の和の総和が自身の整数倍になる自然数の列は 1, 2, 8, 11, 17, 63, 180, 259, 818, 2161, …（オンライン整数列大辞典の数列 A056550）
このときの約数の和の総和の列は オンライン整数列大辞典の数列 A168133 を、何倍になるかは オンライン整数列大辞典の数列 A168132 を参照。
  - 正の約数の和の総和が自身の正の約数の和の整数倍になる自然数の列は 1, 3, 29, 365, 1225, 81595, …（オンライン整数列大辞典の数列 A168127）、このときの約数の和の総和は オンライン整数列大辞典の数列 A168130 を、何倍になるかは オンライン整数列大辞典の数列 A168128 を参照。

### その他
- 正の約数の和がそれまでより大きい自然数を高度過剰数という。約数関数で表すと k < N のとき σ(k) < σ(N) となる N のことである。

1, 2, 3, 4, 6, 8, 10, 12, 16, 18, 20, 24, 30, 36, 42, 48, 60, 72, 84, 90, 96, 108, 120, 126, …（オンライン整数列大辞典の数列 A002093）
- 連続する2つの整数で正の約数の和が等しくなる2数がある。約数関数で表すと σ(N) = σ(N + 1) となる N のことである。

小さい方の数の列は 14, 206, 957, 1334, 1364, 1634, …（オンライン整数列大辞典の数列 A002961）
大きい方の数はオンライン整数列大辞典の数列 A231546を参照、約数の和の列はオンライン整数列大辞典の数列 A053215を参照。
- 正の約数の和にならない自然数の列は

2, 5, 9, 10, 11, 16, 17, 19, 21, 22, 23, 25, 26, 27, 29, 33, 34, 35, 37, 41, 43, 45, 46, 47, 49, 50, …（オンライン整数列大辞典の数列 A007369）
- N で {\displaystyle \sigma ^{m}(n)=N~(m\geqq 1)} を満たす n が何個あるかの数列については、オンライン整数列大辞典の数列 A241954を参照。

## 未解決問題
- 正の約数の総和が素数になる自然数は無数に存在するか。
- 2個以上の正の約数の総和になる奇数は無数に存在するか。
- 2個以上連続で正の約数の総和になる自然数の組は無数に存在するか。
- 連続して正の約数の和にならない数の組の最大個数は何個連続か。

## 一般化
約数の概念は、除法の原理が定義される、整域で一般化される。ユークリッド整域などの一意分解整域、例えば可換体上の一変数多項式環 K[x] などである。
すなわち、任意の元 f に対し、f を余りなく割り切る元を f の約元（divisor）あるいは因子（factor）という。f が真の約元を持たないとき f を既約元という（素因子あるいは既約因子ともいう）。
ユークリッド整域では単元（unit, 可逆元 invertible element）倍の違いを除いて素因数分解の一意性が成り立つ。素因数分解の一意性を要求しないならば、さらに一般の可換環 R に対しても、単項イデアルの包含関係により約数の概念を拡張することができる。すなわち、a, b ∈ R に対し、単項イデアル (a) = aR, (b) = bR が (a) ⊃ (b) を満たすとき、a は b の約元（あるいは約数、因子）であるといい、a | b と表す。このとき、b は a の倍元（または倍数）であるともいう。